# Giada Tomaselli
Giada Tomaselli (ur. 1 stycznia 2003 w Cles) – włoska skoczkini narciarska reprezentująca klub GS Monte Giner. Uczestniczka mistrzostw świata seniorów (2019), a także  mistrzostw świata juniorów (2019, 2020).

## Mistrzostwa świata
| Miejsce | Dzień     | Rok  | Miejscowość | Skocznia                   | Punkt K | HS     | Konkurs | Skok 1 | Skok 2 | Nota                  | Strata    | Zwycięzca |
| ------- | --------- | ---- | ----------- | -------------------------- | ------- | ------ | ------- | ------ | ------ | --------------------- | --------- | --------- |
| 8.      | 26 lutego | 2019 | Seefeld     | Toni-Seelos-Olympiaschanze | K-99    | HS-109 | druż.   | 78,5 m | 76,0 m | 690,5 pkt (124,8 pkt) | 208,4 pkt | Niemcy    |

## Mistrzostwa świata juniorów
| Miejsce | Dzień       | Rok  | Miejscowość    | Skocznia            | Punkt K | HS     | Konkurs      | Skok 1 | Skok 2 | Nota                  | Strata    | Zwycięzca      |
| ------- | ----------- | ---- | -------------- | ------------------- | ------- | ------ | ------------ | ------ | ------ | --------------------- | --------- | -------------- |
| 31.     | 24 stycznia | 2019 | Lahti          | Salpausselkä        | K-90    | HS-100 | ind.         | 79,5 m | –      | 96,7 pkt              | 156,4 pkt | Anna Szpyniowa |
| 7.      | 26 stycznia | 2019 | Lahti          | Salpausselkä        | K-90    | HS-100 | druż.        | 75,5 m | 77,0 m | 720,5 pkt (172,0 pkt) | 191,7 pkt | Rosja          |
| 8.      | 27 stycznia | 2019 | Lahti          | Salpausselkä        | K-90    | HS-100 | druż. miesz. | 89,5 m | 85,5 m | 855,3 pkt (222,4 pkt) | 129,1 pkt | Rosja          |
| 45.     | 5 marca     | 2020 | Oberwiesenthal | Fichtelbergschanzen | K-95    | HS-105 | ind.         | 68,0 m | –      | 41,8 pkt              | 197,1 pkt | Marita Kramer  |

## FIS Cup

### Miejsca w klasyfikacji generalnej
| Sezon     | Miejsce |
| --------- | ------- |
| 2018/2019 | 8.      |
| 2019/2020 | 36.     |

### Miejsca na podium w poszczególnych konkursach FIS Cup
| Lp. | Dzień     | Rok  | Miejscowość | Skocznia             | Punkt K | HS    | Skok 1 | Skok 2 | Nota      | Pozycja | Strata  | Zwycięzca          |
| --- | --------- | ---- | ----------- | -------------------- | ------- | ----- | ------ | ------ | --------- | ------- | ------- | ------------------ |
| 1.  | 23 lutego | 2019 | Villach     | Villacher Alpenarena | K-90    | HS-98 | 90,0 m | 90,0 m | 214,5 pkt | 1.      | –       | –                  |
| 2.  | 24 lutego | 2019 | Villach     | Villacher Alpenarena | K-90    | HS-98 | 86,5 m | 86,0 m | 194,0 pkt | 2.      | 7,5 pkt | Veronica Gianmoena |

### Miejsca w poszczególnych konkursachFIS Cup
stan po zakończeniu sezonu 2020/2021
| Sezon 2018/2019                                              |         |             |             |        |        |           |           |           |           |                |                |           |           |         |         |        |        |        |        |        |        |        |        |        |        |        |        |        |        |        |
| Villach                                                      | Villach | Szczyrk     | Szczyrk     | Râșnov | Râșnov | Park City | Park City | Rastbüchl | Rastbüchl | Villach        | Villach        | punkty    | punkty    | punkty  | punkty  | punkty | punkty | punkty | punkty | punkty | punkty | punkty | punkty | punkty | punkty | punkty | punkty | punkty | punkty | punkty |
| -                                                            | -       | -           | -           | -      | -      | -         | -         | -         | -         | 1              | 2              | 180       | 180       | 180     | 180     | 180    | 180    | 180    | 180    | 180    | 180    | 180    | 180    | 180    | 180    | 180    | 180    | 180    | 180    | 180    |
| Sezon 2019/2020                                              |         |             |             |        |        |           |           |           |           |                |                |           |           |         |         |        |        |        |        |        |        |        |        |        |        |        |        |        |        |        |
| Szczyrk                                                      | Szczyrk | Szczuczyńsk | Szczuczyńsk | Ljubno | Ljubno | Râșnov    | Râșnov    | Villach   | Villach   | Oberwiesenthal | Oberwiesenthal | Rastbüchl | Rastbüchl | Villach | Villach | punkty |        |        |        |        |        |        |        |        |        |        |        |        |        |        |
| -                                                            | -       | -           | -           | -      | -      | -         | -         | -         | -         | -              | -              | 8         | 7         | 20      | 19      | 91     |        |        |        |        |        |        |        |        |        |        |        |        |        |        |
| Legenda                                                      |         |             |             |        |        |           |           |           |           |                |                |           |           |         |         |        |        |        |        |        |        |        |        |        |        |        |        |        |        |        |
| 1 2 3 4-10 11-30 poniżej 30 - − zawodniczka nie wystartowała |         |             |             |        |        |           |           |           |           |                |                |           |           |         |         |        |        |        |        |        |        |        |        |        |        |        |        |        |        |        |